# NGC 128
NGC 128은 물고기자리 방향에 있는 렌즈형 은하이다. NGC 127, NGC 130과 상호 작용한다. 겉보기 등급은 +12.77이다.

## 같이 보기
- NGC 1 ~ 999 목록
- NGC 125
- NGC 126
- NGC 127
- NGC 130